# Ölvaldi
Ölvaldi, auch Olvaldi (altnordisch allmächtig) ist ein Riese der nordischen Mythologie.
Er ist Vater von Thiazi, Gangr und Iði, sowie Großvater Skadis. Laut der Skáldskaparmál besaß Ölvaldi viel Gold. Als er starb, teilten seine drei Söhne den Reichtum des Vaters untereinander auf. Als Maßeinheit entschieden sie sich für ihre eigenen Münder. Jeder nahm einen Mund voll Gold, bis auch der letzte Rest aufgeteilt war. Aus diesem Grund gelten die Saga-Ausdrücke „die Rede von Thiazi, Gangr oder Idi“ und „Idis glänzende Sprache“ als Kenningar für Gold.